# Салбах-Хинтерглем
Салбах-Хинтерглем је место у аустријској покрајини Салцбург. Познати је скијашки центар. У самом насељу се налазе стазе: Салбах, Хинтерглем и Леоганг.

## Географија
Салбах-Хинтерглем се налази у региону Пинцгау, у Салбашкој долини, која се пружа у правцу исток-запад. Ова област је део Кицбилшких Алпа. Највише тачке су на северу у Шпигелбергхорну, висине 2.044 m, и на југу у Хохкогелу, висине 2.249 m.
Општина се састоји од два мања места Салбаха и Хинтерглема.

## Историја
Најранији докази о постојању насеља потичу из 1222. године. Име Салпах први пут се јавља 1350. Пре 1410. постојала је црква у насељу. Године 1489. бечки надбискуп Јохан Бекенслер је граду дао трговачка права.